# المجعارة (السياني)

تعديل مصدري - تعديل

المجعارة هي إحدى قرى عزلة هدفان بمديرية السياني التابعة لمحافظة إب، بلغ تعداد سكانها 1248 نسمة حسب تعداد اليمن لعام 2004.